# 布法羅鎮區 (密蘇里州牛頓縣)
布法羅鎮區（英語：Buffalo Township）是位於美國密蘇里州牛頓縣的一個行政鎮區。

## 地方資料
布法羅鎮區的面積為125.58平方千米，皆為陸地。根據2020年美國人口普查的數據，當地共有人口2220人，而人口密度為每平方千米17.68人。